# Tami (Volk)
Die Tami oder Tami-Leute sind neuguineische Ureinwohner, die vornehmlich auf den Tami-Inseln, einer kleinen Inselgruppe etwa 12 km südöstlich von Finschhafen, leben.

## Gesellschaft und Kultur
Die Schnitzereien der Tami-Leute sind einzigartig in Papua-Neuguinea und stellen eine bescheidene Einkommensquelle dar. Die Menschen auf den Inseln leben überwiegend von der Fischerei und vom Gartenbau auf bescheidenen Böden. Über Motorboote besteht Anbindung an das Festland. Einige der traditionellen Einbaum-Kanus, die mehrere Dutzend Menschen fassen können, sind noch, allerdings motorisiert, in Benutzung. Die Tami sind überwiegend Lutheraner.

## Tami-Sprache
Die Tami-Sprache wird von ca. 1.800 Menschen (1995 SIL) auf den Tami-Inseln und an der Küste des neuguineischen Festlandes südlich von Finschhafen gesprochen. Sie gehört zu den austronesischen Sprachen, Untergruppe malayo-polynesische Sprachen. Dialekte sind Wanam und Taemi. Ältere Tami-Leute sprechen ebenso die Kirchensprache Yabem. Als Verkehrssprache außerhalb der eigenen Sprachgruppe dient Tok Pisin.